# Duri Campell
Duri Campell (* 5. April 1963) ist ein Schweizer Bauer, Skilehrer und Politiker der BDP aus S-chanf.
Campell ist verheiratet und hat zwei erwachsene Töchter.
Er ist gelernter Landwirt und leitet eine Skischule. Von 2000 bis 2007 und wieder seit 2011 war er Gemeindepräsident von S-chanf sowie Kreisrat. Seit 2006 ist er Mitglied im Grossrat des Kantons Graubünden, welchen er im Jahr 2014 präsidierte.
Campell ist Präsident von Graubünden Vieh AG, sitzt im Vorstand des Bündner Bauernverbandes, der Destination Engadin St. Moritz und der ABVO. Im Oktober 2015 wurde er in den Nationalrat gewählt. Bei den Nationalratswahlen 2019 konnte die BDP ihren Bündner Sitz nicht halten und Campell verpasste die Wiederwahl.